# Falco zoniventris
Il gheppio fasciato (Falco zoniventris Peters, 1854) è un uccello falconiforme della famiglia dei Falconidi, endemico del Madagascar.

## Descrizione
È lungo 27–30 cm ed ha un'apertura alare di 60–68 cm. Le regioni superiori sono grigie e la coda è scura. Le regioni inferiori sono biancastre con delle strisce grigio scure sulla gola e delle bande dello stesso colore sulla parte inferiore del petto e sul ventre. Le zampe, gli occhi e la cera sono gialli e attorno all'occhio è presente una zona di pelle nuda dello stesso colore. Gli esemplari giovani hanno toni più marroncini degli adulti, occhi di colore più scuro e sono privi della zona di pelle nuda attorno all'occhio.
Questa specie emette una sorta di richiamo simile a una sorta di chiacchierìo ed un acuto grido, ma al di fuori della stagione della nidificazione è solitamente silenziosa.

## Biologia
Cattura raramente le sue prede in volo, preferendo piombare su di esse da un posatoio. Si nutre di piccoli rettili, come camaleonti e gechi diurni, grossi insetti, come cavallette e coleotteri, e, occasionalmente, di uccelli. Le prede vengono catturate al suolo e trasportate su un ramo o un tronco d'albero per essere consumate.
La nidificazione avviene tra settembre e dicembre. Il nido è costituito da una semplice cavità, solitamente dal vecchio nido di un'altra specie di uccello, specialmente della vanga falcibecca. Il nido è situato nella cavità di un albero o tra le epifite. Vengono deposte tre uova giallastre.

## Distribuzione e habitat
È piuttosto comune nelle regioni meridionali e occidentali del Madagascar, ma nel nord e nell'est del paese è più raro ed è totalmente assente dall'altopiano centrale. Si incontra dal livello del mare fino ai 2000 m di altitudine. Vive nelle radure e ai margini delle foreste e dei boschi.

## Tassonomia
I suoi più stretti parenti sono il gheppio grigio (Falco ardosiaceus) e il gheppio di Dickinson (Falco dickinsoni) e le tre specie vengono talvolta classificate nel sottogenere Dissodectes.